# عبدالله لقمانی
عبدالله لقمانی (انگلیسی: Abdullah_Laghmani؛ زاده درگذشته ۲ سپتامبر ۲۰۰۹) یک سیاست‌مدار اهل افغانستان بود. 